# Marie-Josée Colburn
Marie-Josée Colburn (...) è un'attrice canadese.

## Filmografia

### Cinema
- Identità ad alto rischio (Hidden Agenda), regia di Marc S. Grenier (2001)
- The Score, regia di Frank Oz (2001)
- Al vertice della tensione (The Sum of All Fears), regia di Phil Alden Robinson (2002) - non accreditato
- Timeline - Ai confini del tempo (Timeline), regia di Richard Donner (2003)
- Dead Mary - Weekend maledetto (Dead Mary), regia di Robert Wilson (2007)
- Cell 213 - La dannazione (Cell 213), regia di Stephen Kay (2011)

### Televisione
- The Collectors, regia di Sidney J. Furie – film TV (1999)
- The Hunger – serie TV, episodi 2x16-2x18 (2000)
- Live Through This – serie TV, episodio 1x07 (2000)
- Matthew Blackheart: Monster Smasher, regia di Erik Canuel – film TV (2002)
- Qualcuno nella notte (View of Terror), regia di Louis Bélanger – film TV (2003)
- 15/Love – serie TV, episodio 1x09 (2004)
- Il sesso secondo Josh (Naked Josh) – serie TV, 5 episodi (2004-2005)
- Last Exit, regia di John Fawcett – film TV (2006)
- I misteri di Murdoch (Murdoch Mysteries) – serie TV, episodio 1x03 (2008)
- Life Unjarred – serie TV, 15 episodi (2010-2011)
- Flashpoint – serie TV, episodio 4x01 (2011)
- King – serie TV, episodio 2x05 (2012)
- The Listener – serie TV, episodio 4x09 (2013)
- Covert Affairs – serie TV, episodio 5x04 (2014)
- St-Nickel – serie TV (2016)